# Эрик II (король Дании)
Эрик II Достопамятный (дат. Erik 2. Emune, 1090 — 18 сентября 1137, Urnehoved Tingsted, Южная Дания) – король Дании с 1134 года.

## Биография
Сын датского короля Эрика I. Эрик получил несколько датских островов от своего сводного брата Кнуда Лаварда и стал ярлом Мёна, Лолланна и Фальстера. Когда Лавард был убит в 1131 году, Эрик присоединился к своему сводному брату Харальду Копьё в восстании против короля Нильса. Эрик был избран "антикоролём" в Скании в апреле 1131 года, что побудило Харальда переметнуться на сторону Нильса.
Армия Эрика проиграла несколько битв против Нильса и его сына Магнуса Сильного, включая битвы у Йеллинга в Ютландии в 1131 году и у Вэрбро на Зеландии, после чего Эрик бежал в Сканию. Эрик безуспешно пытался убедить Лотаря III, императора Священной Римской империи, поддержать его претензии на трон, но неудачно, как и в переговорах с Магнусом IV Норвежским. Он вернулся в Сканию в 1134 году, где архиепископ Лунда Ассер выступил на его стороне, и Лотарь в конечном итоге также высказал Эрику свою поддержку. В 1134 году Эрик разбил армию короля Нильса в битве у залива Фодевиг (дат. Fodevig).

### Король Дании
Эрик был провозглашен королём в ландстинг в Скании, на Холме Св.Либера, и сделал Лунд своей столицей. Харальд Копьё вернулся в Данию и был провозглашен королём на ландстинге в Шлезвиге. Эрик преследовали Харальда и убил его самого и его сыновей, из которых только Олаф Харалдсен смог спастись.
Затем Эрик попытался закрепить и узаконить своё правление. Он дал титулы и привилегии своим сторонникам и провозгласил племянника Ассера Эскиля епископом Роскилле. По отношению к врагам Эрик проявлял жестокость и безжалостность. Летом 1136 года Эрик провел крестовый поход против языческого населения балтийского острова Рюген и её столицы Арконы. Он приказал своим людям вырыть канал между городом и остальной частью острова. Канал лишил горожан питьевой воды, и Аркона была вынуждена сдаться. До этого успеха Эрик разбил в 1135 году у побережья Дании флот герцога Померании Ратибора I. Когда Эрик узнал, что Эскиль поднял вельмож Зеландии против него, он помчался на север, чтобы подавить восстание, которое быстро распространилось на весь Фюн и Ютландию, и сурово наказал епископа.

### Смерть
Как писал хронист Арильд Хуйтфельдт, смерть Эрика стала следствием его жестокого нрава. 18 июля 1137 году он был убит во время ландстинга в Урнеховеде местным дворянином, Сорте Пловом. Согласно легенде, Сорте явился на прием к королю с замаскированным копьем. Эрик не носил кольчугу под одеждой, и Сорте пронзил его копьем насквозь. Племянник короля Эрик Хоконсон выступил против Сорте с мечом в руке, но тот посоветовал ему успокоиться, напомнив, что Эрик остался последним взрослым мужчиной в королевской семье, а значит, является главным претендентом на престол. "Убери свой меч, молодой Эрик. Сочный кусок мяса только что упал в твою миску!" - так, согласно легенде, Сорте сказал Эрику. Эрик был похоронен в соборе города Рибе, а Эрик Хоконсон был коронован как Эрик III.

### Семья
Эрик был женат на Мальмфриде Мстиславовне – дочери великого князя киевского Мстислава Владимировича и шведской принцессы Кристины – дочери шведского короля Инге I. Мальмфрида была бывшей женой норвежского короля Сигурда I.